# 大岩山古墳群
大岩山古墳群（おおいわやまこふんぐん）は、滋賀県野洲市小篠原（こしのはら）にある古墳群。8基が国の史跡に指定されている。

## 概要
大岩山丘陵とその周辺に分布する。3世紀後半～6世紀にかけて複数の古墳が作られたが、そのうち8基が国史跡に指定されている。この地域は、野洲川が形成した肥沃な沖積地であり、農耕文化が栄えた。三角縁神獣鏡や土器、埴輪、須恵器などが出土している。石室のある古墳もある。

## 遺跡歴
- 1941年（昭和16年）12月13日、円山古墳・甲山古墳が国の史跡に指定[3]。
- 1982年（昭和57年）、冨波古墳の発見。
- 1982年（昭和57年）5月7日、史跡範囲の一部解除[3]。
- 1985年（昭和60年）2月7日、既指定の国の史跡「円山古墳」・「甲山古墳」に従来未指定であった古墳6基を追加指定して、史跡指定名称を「大岩山古墳群」に変更[3]。
- 1995年（平成7年）3月17日、史跡範囲の一部解除・追加指定[3]。

## 一覧

宮山2号墳 石室俯瞰図
宮山2号墳 石室展開図
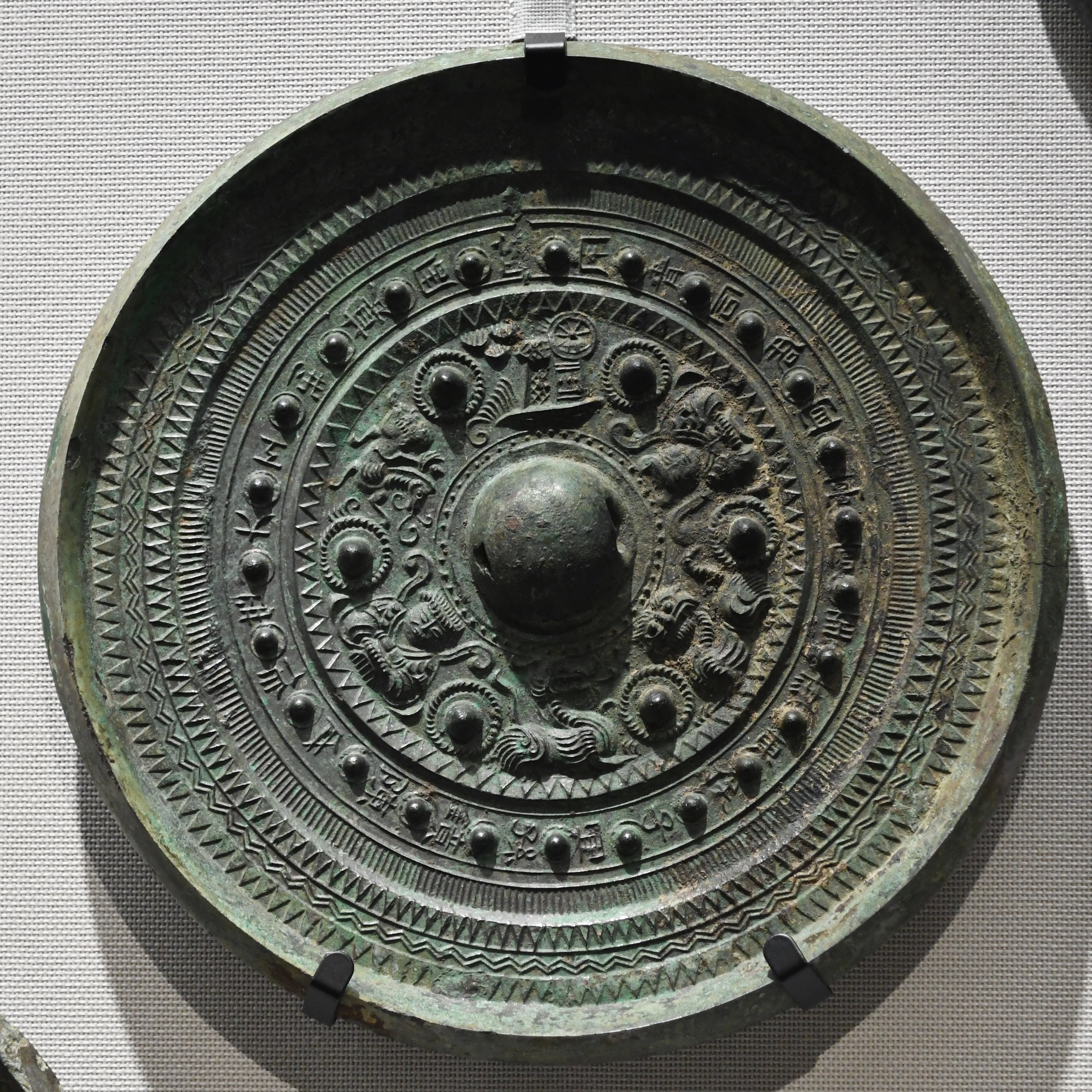
大岩山古墳出土 三角縁神獣車馬鏡 東京国立博物館展示。

| 古墳名                      | 所在地                          | 墳丘         | 墳丘      | 埋葬施設                         | 築造時期           | 備考                                                      |
| --------------------------- | ------------------------------- | ------------ | --------- | -------------------------------- | ------------------ | --------------------------------------------------------- |
| 国の史跡「大岩山古墳群」8基 |                                 |              |           |                                  |                    |                                                           |
| 冨波古墳                    | 野洲市冨波甲                    | 前方後方墳   | 墳丘長42m | 不明                             | 3世紀代            | 1982年（昭和57年）発見 史跡8基のうち最古                  |
| 古冨波山古墳                | 野洲市冨波乙                    | 円墳         | 直径30m   | （推定）木棺直葬                 | 3世紀後半          | 三角縁神獣鏡出土                                          |
| 大塚山古墳                  | 野洲市辻町                      | 帆立貝形古墳 |           | 不明                             | 5世紀前半          |                                                           |
| 亀塚古墳                    | 野洲市冨波甲                    | 帆立貝形古墳 | 墳丘長47m | 不明                             | 5世紀後半-末       |                                                           |
| 天王山古墳                  | 野洲町小篠原 （桜生史跡公園内） | 前方後円墳   | 墳丘長50m | 後円部：不明 前方部：横穴式石室  | 6世紀初頭          |                                                           |
| 円山古墳                    | 野洲町小篠原 （桜生史跡公園内） | 円墳         | 直径28m   | 横穴式石室 （内部に家形石棺2基） | 6世紀前半          |                                                           |
| 甲山古墳                    | 野洲町小篠原 （桜生史跡公園内） | 円墳         | 直径30m   | 横穴式石室 （内部に家形石棺1基） | 6世紀中頃          | 滋賀県内で最大規模の石室                                  |
| 宮山2号墳                   | 野洲市辻町                      | 円墳         | 直径15m   | 横穴式石室 （内部に石棺1基）     | 6世紀末- 7世紀前半 | 1962年（昭和37年）発見 滋賀県内で最古の花崗岩製組合式石棺 |
| 非現存古墳                  |                                 |              |           |                                  |                    |                                                           |
| 大岩山第2番 山林古墳        | 野洲市小篠原                    | 円墳         |           | 粘土槨2基                        | 古墳時代前期       | 1921年（大正10年）発見 銅鏡5面ほか出土                    |
| 大岩山古墳                  | 野洲市小篠原                    | 円墳         |           | 粘土槨                           | 古墳時代前期       | 1874年（明治7年）銅鏡2面ほか出土                          |
| 宮山1号墳                   | 野洲市辻町                      | 円墳         | 直径17.5m | 横穴式石室 （内部に木棺）        | 6世紀後半          | 1953年（昭和28年）調査・消滅                              |

- 宮山2号墳 石室俯瞰図
- 宮山2号墳 石室展開図
- 大岩山古墳出土 三角縁神獣車馬鏡
東京国立博物館展示。

## 文化財

### 国の史跡
- 大岩山古墳群
1941年（昭和16年）12月13、「円山古墳」・「甲山古墳」が国の史跡に指定[3]。
1982年（昭和57年）5月7日、史跡範囲の一部解除[3]。
1985年（昭和60年）2月7日、既指定の史跡「円山古墳」・「甲山古墳」に冨波古墳・古冨波山古墳・亀塚古墳・大塚山古墳・天王山古墳・宮山2号墳の古墳6基を追加指定して、指定名称を「大岩山古墳群」に変更[3]。
1995年（平成7年）3月17日、史跡範囲の一部解除・追加指定[3]。

### 野洲市指定文化財
- 有形文化財
  - 三角縁三神五獣鏡（考古資料） - 古冨波山古墳出土。野洲市歴史民俗博物館（銅鐸博物館）寄託。2002年（平成14年）3月25日指定[5]。

## 関連施設
- 野洲市歴史民俗博物館（銅鐸博物館）（野洲市辻町）